# 太上天皇
太上天皇，是日本一種贈與退位天皇或當朝天皇在世父親的頭銜（尊號），簡稱上皇，相當於東亞其他國家（中國、朝鮮、越南）退位皇帝的尊號「太上皇」；而出家為僧的上皇則稱「太上法皇」，簡稱法皇。然而，兩者的區別是為其法律地位，律令法中太上法皇包含在太上天皇裡。
太上天皇多被稱為「院」，來自「三宮」的總稱「院宮」，及後，包括有力貴族、寺廟與太上天皇合稱為院宮王臣家。又因為各院的居所是仙洞御所，所以上皇有時又叫作「仙洞」。

## 歷史
從持統天皇十一年（文武天皇元年）八月初一（697年8月22日），持統天皇讓位給文武天皇，稱「太上天皇」開始（更早之前有皇極天皇讓位給其弟孝德天皇的例子，但當時並未出現「太上天皇」一詞，只是臨時尊她為「皇祖母尊」。另外，後來她亦重祚為齊明天皇），到江戶時代後期光格天皇讓位給仁孝天皇為止，共計有59位太上天皇。
傳統認為天皇在位時駕崩是不吉利的，故此天皇會在面臨駕崩前讓位並受贈太上天皇尊號，然後才等待時辰到來。例子有在位8日的醍醐上皇、在位10日的一條上皇和在位3日的後朱雀上皇。
大多數天皇在讓位後很快就會受贈太上天皇尊號，但退位的天皇並不會自動加上太上天皇的頭銜，如讓位給文德天皇後1至2日駕崩的仁明天皇、被廢黜的淡路廢帝（淳仁天皇）、安德天皇與九條廢帝（仲恭天皇）。反過來，光嚴天皇和崇光天皇則是廢位後才加上太上天皇的尊號。
另外，日本歷史上也有過因子女成為天皇或其他原因，本人沒有即位卻被追尊為太上天皇的例子，這種情形會稱「准太上天皇」。鎌倉時代後堀河天皇的父親「後高倉院」，與室町時代後花園天皇的父親「後崇光院」，都是適例。附帶一提的是，光格天皇曾因打算對未即皇位的父親贈與太上天皇的尊號，遭大臣的反對而發生了日本史上著名的尊號事件。
足利義滿死後，朝廷曾追尊其為太上天皇，但其子足利義持將之辭退。正安三年正月二十八（1301年3月9日）到嘉元二年七月十六（1304年8月17日）其間，共有後深草上皇、龜山上皇、後宇多上皇、伏見上皇、後伏見上皇5位太上天皇並立，是歷史上最多的一次。在文化十四年三月二十四（1817年5月9日）光格天皇讓位給仁孝天皇，是為日本在明治時代前最後一位太上天皇（其在天保十一年十一月十八（1840年12月11日）或十九（12日）駕崩）。
從明治時代開始實行的《皇室典範》則不承認天皇讓位的情況，因此除非修改制度，否則天皇不能退位，從而不可能出現太上天皇。平成二十九年（2017年）6月9日，日本國會通過了天皇退位的特別法案，在不修改《皇室典範》的情形下，讓時任天皇明仁以特例在2019年4月30日退位、並使用「上皇」尊稱。

### 院政 / 治天之君
大寶律令時，天皇以上者並無明文規定，太上天皇和天皇一樣可以發布院宣（宣旨），這可能會影響天皇政治意向。他們也可以開設院廳、設立院藏人等機關。
平安時代末期，以天皇母子關係為基礎的攝關政治瓦解，以天皇父子關係為基礎的院政開始。歷史上有名的上皇多屬於這個時期。當時對這些對不在位但掌握實權的上皇稱為治天之君（日语：ちてんのきみ）。

#### 未即皇位而受贈太上天皇尊號的例子
| 受贈尊號者     | 尊號                   | 原因           |
| -------------- | ---------------------- | -------------- |
| 守貞親王       | 後高倉院（持明院法皇） | 後堀河天皇之父 |
| 伏見宮貞成親王 | 後崇光院               | 後花園天皇之父 |

| 受贈尊號者     | 尊號     | 原因                                                                       |
| -------------- | -------- | -------------------------------------------------------------------------- |
| 足利義滿       | 鹿苑院   | 掌握朝廷實權，公家的考量。但其子足利義持辭退。                             |
| 誠仁親王       | 陽光院   | 後陽成天皇之父                                                             |
| 閑院宮典仁親王 | 慶光天皇 | 光格天皇之父（尊號一件）。曾孫明治天皇追封「慶光天皇」，再追尊為太上天皇。 |

| 獲太上天皇待遇者 | 院號     | 原因       |
| ---------------- | -------- | ---------- |
| 敦明親王         | 小一條院 | 辭任皇太子 |

## 相關項目
- 天皇
- 皇后
- 上皇 (天皇退位特例法)
- 皇太后
- 太皇太后
- 皇位
- 退位
- 院政
- 准太上天皇
- 太上王
- 太閤、大御所